# Boterdorpse Verlaat
Het Boterdorpse Verlaat is een schutsluis met puntdeuren tussen de Rotte en de Strekvaart bij de Bergse Plassen in de gemeente Rotterdam, in de Nederlandse provincie Zuid-Holland. De vaarweg werd vroeger gebruikt door spoelingschepen met moutafval uit Schiedam maar is tegenwoordig zelfs voor de pleziervaart niet meer van belang.
Het sluisje dateert uit 1740 en heeft nog de constructie van sluizen uit die periode. De sluismuren zijn niet gemetseld maar van hout. Het bouwwerk is bovenlangs voorzien van houten jukken. Een vergelijkbare sluis in de buurt is het Bleiswijkse Verlaat.
Achter de sluis ligt een brug met in gesloten stand een hoogte van slechts enkele centimeters boven polderpeil.

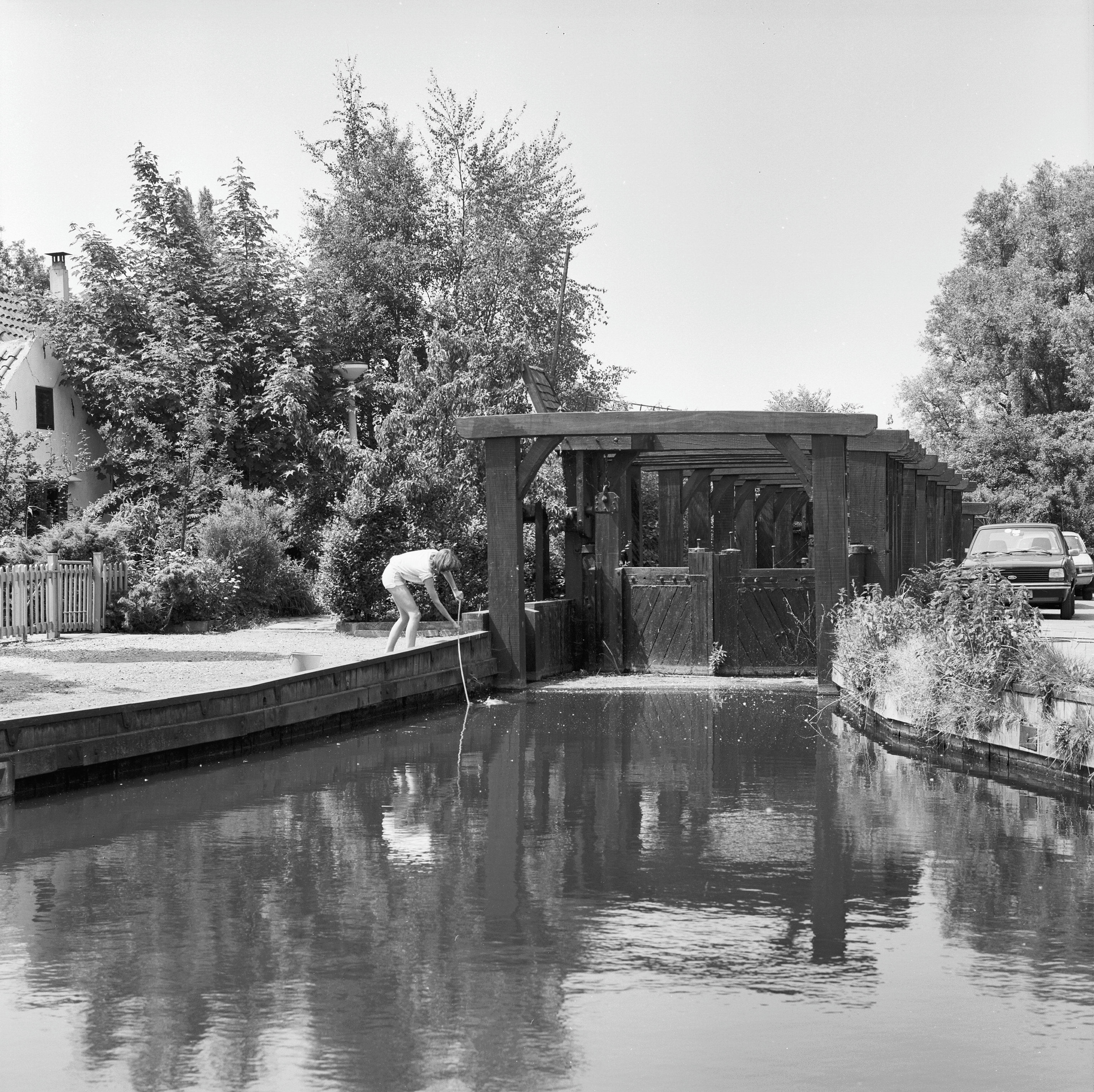
De puntdeuren
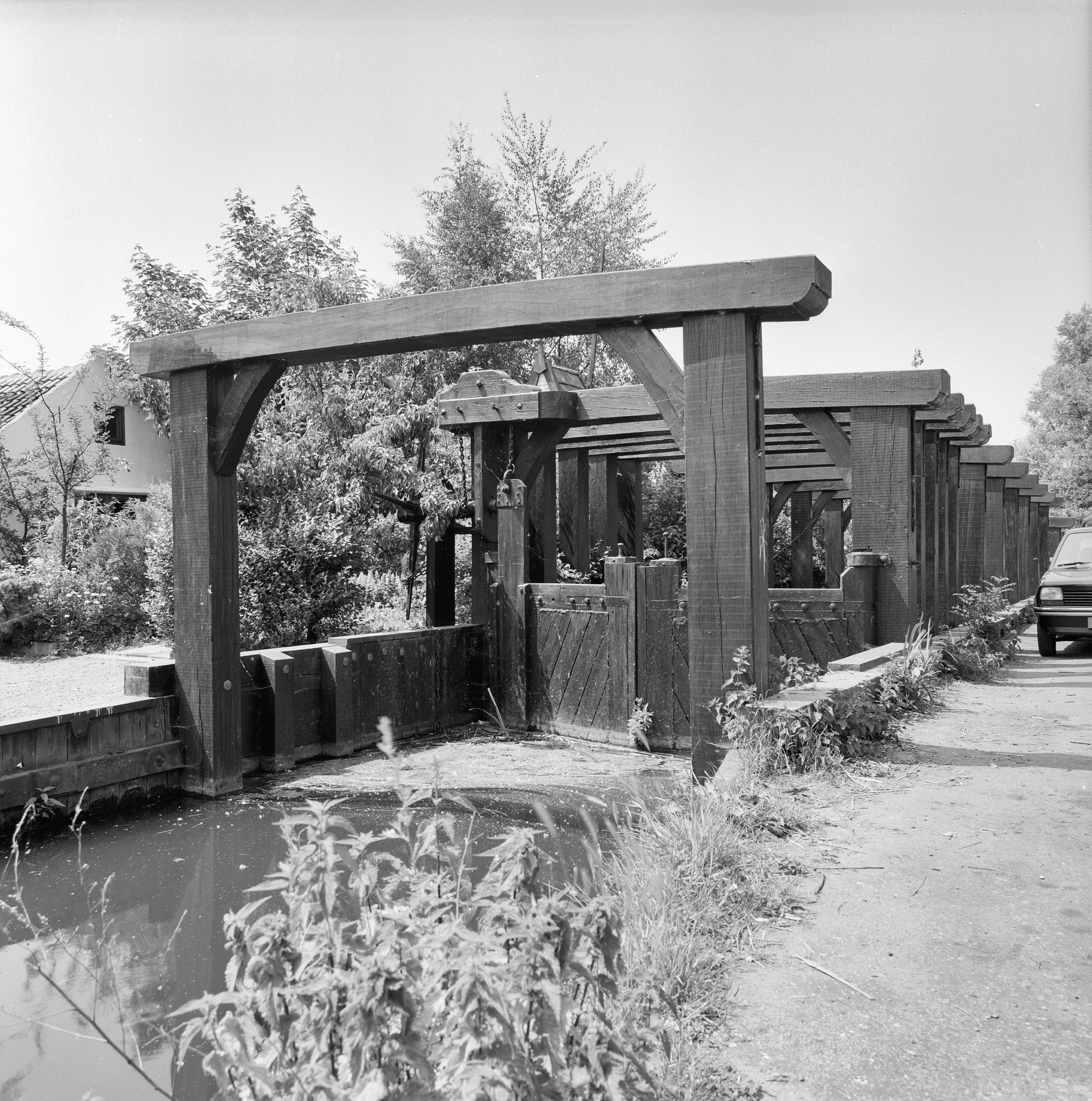
1982 na restauratie
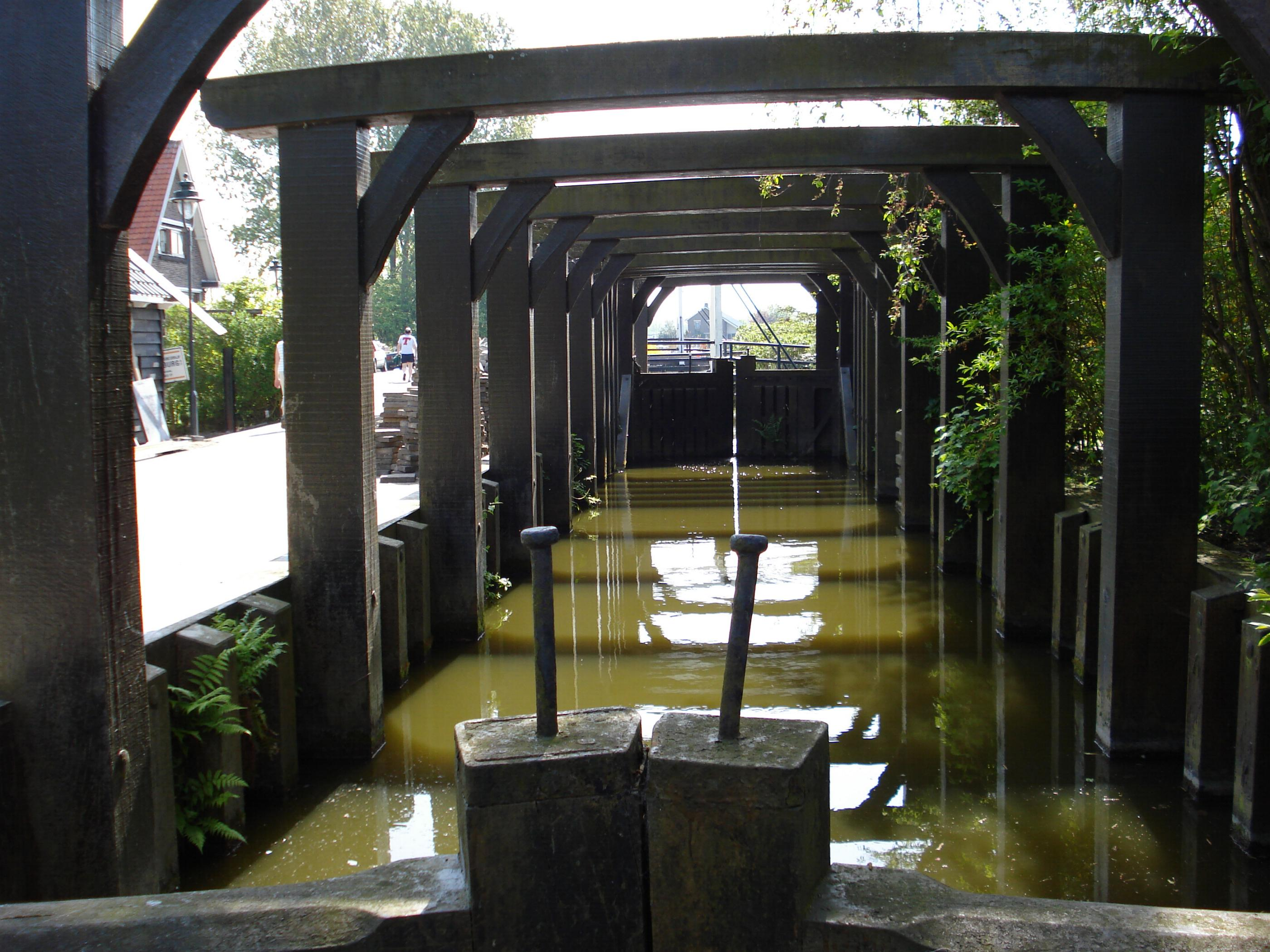
Het verlaat
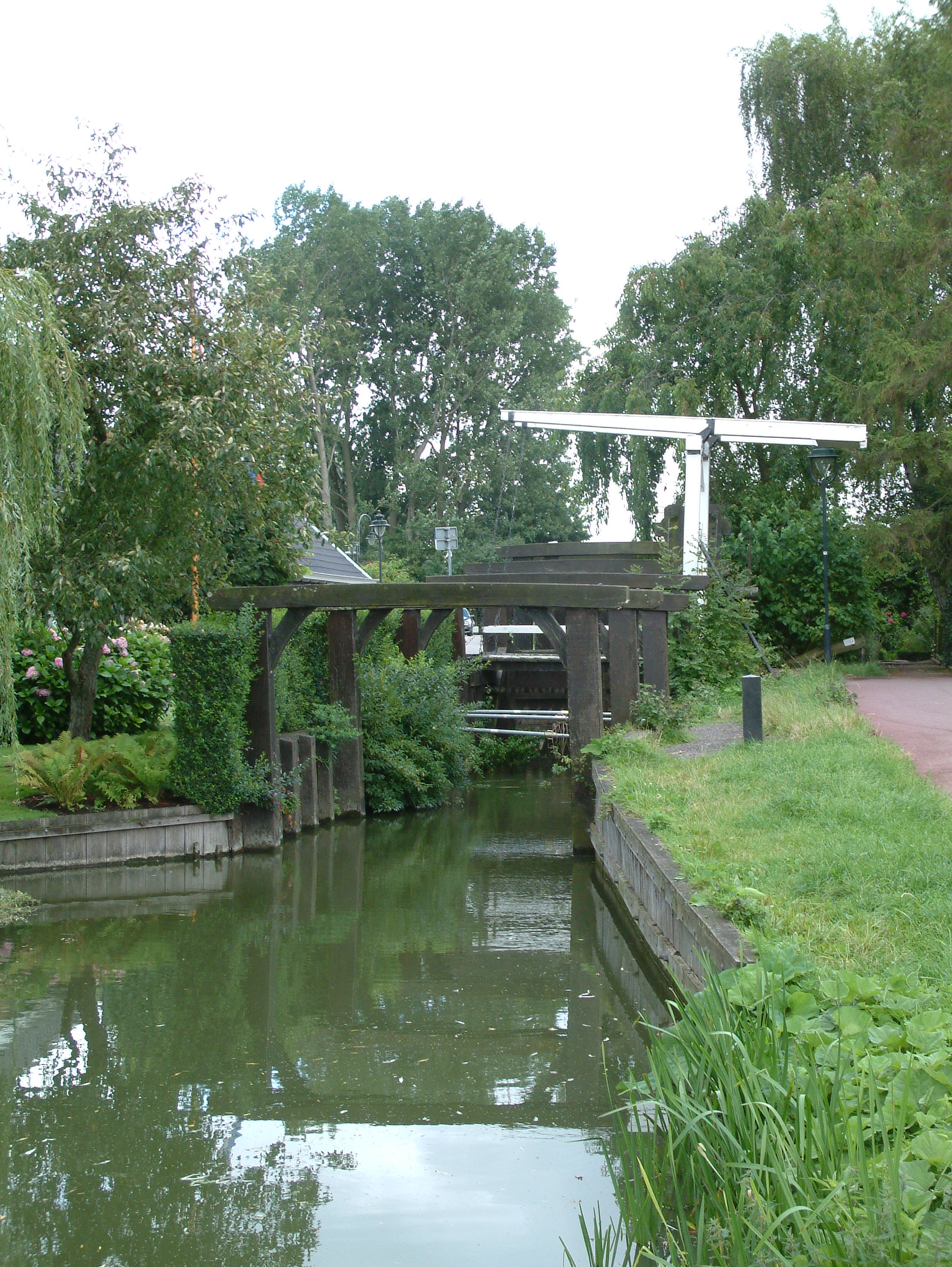
Met brug